# Crispiero
Crispiero è una frazione del comune di Castelraimondo, in provincia di Macerata.

È situata a 611 metri sul livello del mare ed a 6 km dal capoluogo. Nel territorio si possono ammirare un castello di epoca medievale e due torri di avvistamento, chiamate Fanula e Guardia, della stessa epoca del castello in quanto con esso facenti parte di un sistema fortificato che si estendeva dai Monti Sibillini alla valle dei fiumi Potenza e Chienti. Vi si possono trovare anche abitazioni di epoca medievale di rilevante interesse. Celebre per la devozione verso le anime del Purgatorio, dal 1200 la tradizione popolare sostiene che nel paese sia nascosta la porta d'ingresso del Purgatorio; tale fatto alimentò la credenza di un purgatorio separato solo per le anime dei defunti del luogo, il "Purgatorio di Crispiero".

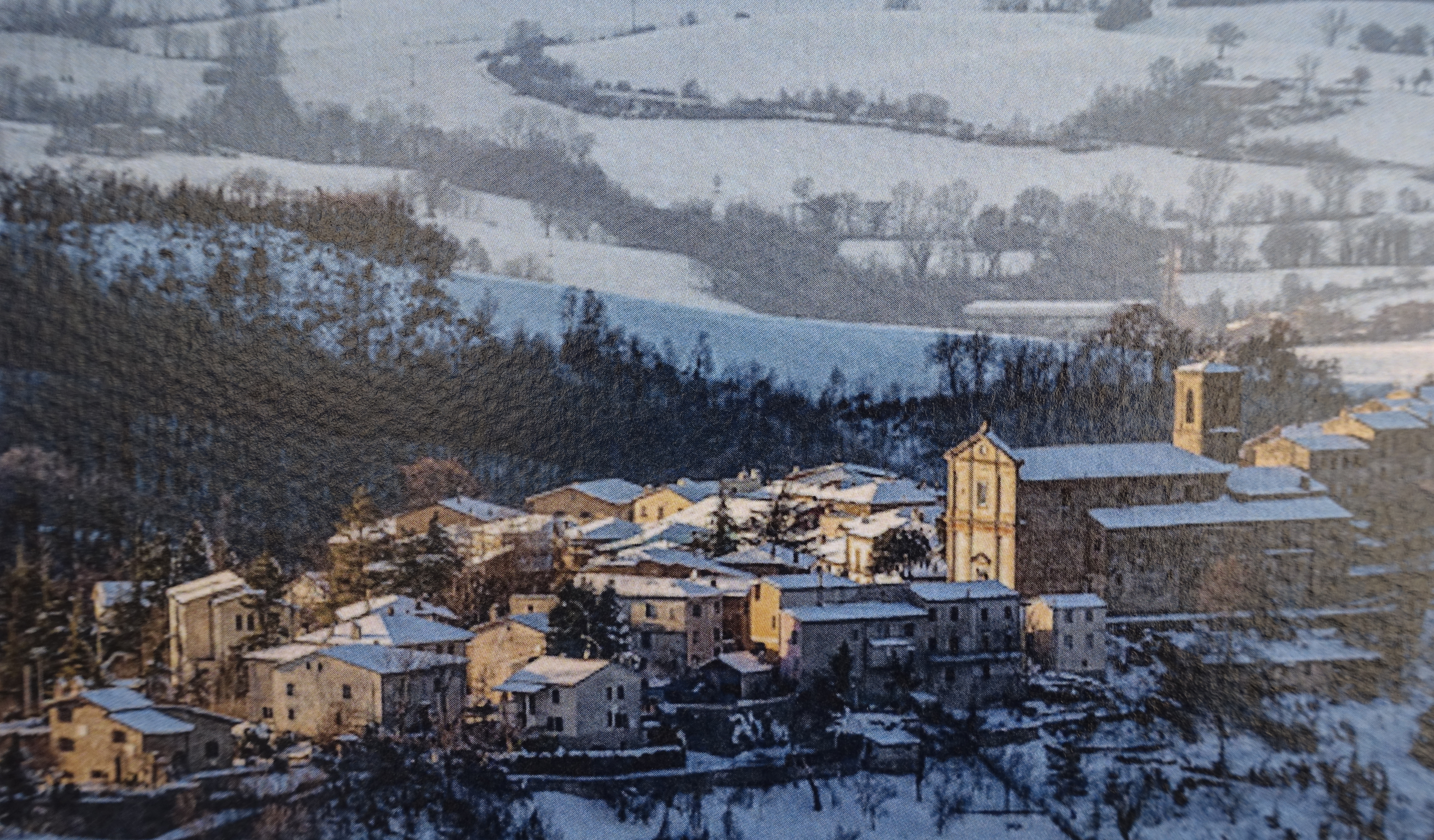
Panorama invernale di Crispiero.